# FAM110A
FAM110A (англ. Family with sequence similarity 110 member A) – білок, який кодується однойменним геном, розташованим у людей на короткому плечі 20-ї хромосоми. Довжина поліпептидного ланцюга білка становить 295 амінокислот, а молекулярна маса — 31 271.
| 10         |  | 20         |  | 30         |  | 40         |  | 50         |
| ---------- |  | ---------- |  | ---------- |  | ---------- |  | ---------- |
| MPVHTLSPGA |  | PSAPALPCRL |  | RTRVPGYLLR |  | GPADGGARKP |  | SAVERLEADK |
| AKYVKSLHVA |  | NTRQEPVQPL |  | LSKQPLFSPE |  | TRRTVLTPSR |  | RALPGPCRRP |
| QLDLDILSSL |  | IDLCDSPVSP |  | AEASRTPGRA |  | EGAGRPPPAT |  | PPRPPPSTSA |
| VRRVDVRPLP |  | ASPARPCPSP |  | GPAAASSPAR |  | PPGLQRSKSD |  | LSERFSRAAA |
| DLERFFNFCG |  | LDPEEARGLG |  | VAHLARASSD |  | IVSLAGPSAG |  | PGSSEGGCSR |
| RSSVTVEERA |  | RERVPYGVSV |  | VERNARVIKW |  | LYGLRQARES |  | PAAEG      |

A: Аланін

C: Цистеїн

D: Аспарагінова кислота

E: Глутамінова кислота

F: Фенілаланін

G: Гліцин

H: Гістидин

I: Ізолейцин

K: Лізин

L: Лейцин

M: Метіонін

N: Аспарагін

P: Пролін

Q: Глутамін

R: Аргінін

S: Серин

T: Треонін

V: Валін

W: Триптофан

Локалізований у цитоплазмі, цитоскелеті.